# 諾曼頓 (西約克郡)
諾曼頓（Normanton）是英格蘭西約克郡的一個城鎮。據2011年英國人口普查，諾曼頓有人口20,872人。現在諾曼頓是利茲郊區的通勤城市之一。